# Magnetism(s)
Magnetism(s) ist ein Jazzalbum von Matthew Shipp, Rob Brown und William Parker. Die am 26. Januar 1999 im Carl Seltzer Sound Studio, New York City (CD 1), und die am 13. Juli 2016 im Veranstaltungsort The Stone, New York City (CD 2) entstandenen Aufnahmen erschienen am 7. Juli 2017 auf RogueArt. Die 1999 entstandenen Studio-Aufnahmen des Trios waren ursprünglich bereits 1999 auf dem Label Bleu Regard unter dem Titel Magnetism veröffentlicht worden und liegen in der Wiederauflage neu gemastert vor.

## Hintergrund
Auf dem Album Magnetism(s), halb Studio-, halb Livealbum, kam Matthew Shipp mit zwei Musikern zusammen, mit denen er schon oft aufgetreten war, und sie spielen 20 kurze Skizzen in verschiedenen Kombinationen; so nimmt Jeder – Bassist William Parker, Altsaxophonist / Flötist Rob Brown und Shipp – an Solo-, Duo- und Trio-Abschnitten reiner Improvisation teil.

## Titelliste
Matthew Shipp, William Parker, Rob Brown: Magnetism(s) (Rogueart ROG-0076)
CD 1
1. Magnetism I 1:01
2. Magnetism II 3:24
3. Magnetism III 3:54
4. Magnetism IV 2:33
5. Magnetism V 3:36
6. Magnetism VI 1:14
7. Magnetism VII 3:12
8. Magnetism VIII 4:16
9. Magnetism IX 0:34
10. Magnetism X 3:29
11. Magnetism XI 3:43
12. Magnetism XII 0:49
13. Magnetism XIII 4:11
14. Magnetism XIV 2:25
15. Magnetism XV 4:59
16. Magnetism XVI 0:59
17. Magnetism XVII 3:09
18. Magnetism XVIII 3:47
19. Magnetism XIX 1:45
20. Magnetism XX 5:38

Alle Kompositionen stammen von Matthew Shipp.
CD 2
1. Vibration and Magnetism (Shipp, Brown, Parker) 30:46
2. Resonance Magnetism (Shipp, Brown, Parker) 13:16
3. Impact and Magnetism (Shipp, Brown, Parker) 6:12

## Rezeption
Steve Loewy verlieh dem Album in Allmusic 4½ (von fünf) Sterne und schrieb, das Set habe einen Dunstschleier klassischer Musik, da ein Großteil der Aufnahme einen gedämpften Klang aufweise. Trotzdem gebe es auch eine gesunde Mischung aus Blues und Bop. Shipp beeindrucke weiterhin mit großartiger Technik, einem Ohr für Subtilität und rhythmischer Vielfalt.
Nach Ansicht von John Sharpe, der das Album in All About Jazz rezensierte, besteht die erste CD (von 1999) wie viele von Shipps Alben dieser Zeit aus einer Folge von kurzen Stücken mit unterschiedlicher Besetzung (Solo, Duo, Trio). Mit der Live-Performance aus The Stone in derselben Besetzung, die 17 Jahre später aufgenommen wurde, zeige sich, dass sich vieles geändert habe, aber vieles auch gleich geblieben sei. So bleibe Shipp eine einzigartige Figur, die sich zwischen hartnäckigen Motiven, „Bomben“ der linken Hand und plötzlich funkelnden Einsätzen bewege, während Parkers johlender Coll’arco immer noch seine Stärke sei. Rob Brown konzentriere sich hier ausschließlich auf Altsaxophon, und während die Konturen seiner beklommen wirkenden Linien wie zuvor springen und trudeln, spielt er viel sparsamer Spalttöne. Der wichtigste Unterschied sei jedoch die Umstellung auf Langformimprovisationen mit drei Mitschnitten zwischen einer halben Stunde und sechs Minuten.